# Idibal Pivetta
Idibal Matto Pivetta, também conhecido pelo pseudônimo César Vieira (Jundiaí, 28 de julho de 1931—São Paulo, 23 de outubro de 2023) foi um advogado, jornalista, escritror, dramaturgo e músico brasileiro.

## Vida Pessoal
Idibal era torcedor do Corinthians. Ele escreveu a peça Corinthians, Meu Amor em homenagem ao clube.
Era casado com a artista plástica Graciela Rodriguez. Seu filho, Lucas Pivetta, veio de outro relacionamento.

## Biografia
Formou-se em Direito e Jornalismo, além de ter estudado na Escola de Artes Dramáticas, da Universidade de São Paulo (USP). Em 1969, junto com amigos do Centro Acadêmico XI de Agosto da Faculdade de Direito do Largo São Francisco, fundou o Teatro União e Olho Vivo. A primeira peça lançada pelo grupo, O Evangelho Segundo Zebedeu, foi de sua autoria. Ela narrava a luta de Antônio Conselheiro contra o governo. O grupo apresentou na França, Havana, Varsóvia e no continente africano.
Durante a Ditadura Militar, defendeu presos políticos de forma gratuita. Entre as pessoas que defendeu, estão diversos membros da Liga Operária, como Celso Brambilla, Márcia Bassetto Paes e José Maria de Almeida. Também defendeu os estudantes presos após o 30º Congresso da UNE, Luiz Inácio Lula da Silva e Edival Nunes Cajá.
Seus textos dramaturgos passaram a ser censurados pelo regime. Foi então que ele criou o pseudônimo César Vieira. Mas a Ditadura logo descobriu a verdadeira autoria dos textos, e ele foi capturado pelo DOI-CODI, onde foi torturado. De acordo com os registros da época, o regime teria implantado "documentos subversivos" no seu carro para simular que ele seria parte e uma organização clandestina. A repressão apreendeu em sua casa um mapa da região de Sete Povos das Missões, que seria parte de sua próxima peça, Mortes aos Brancos, a Lenda de Sepé Tiaraju. Ele estava apresentando a peça autoral Rei Momo quando a atriz Tania Regina Mendes o contou que um dos seus conhecidos havia sido preso pelo Exército. Porém, ela já estava sendo seguida pelos militares pelo suposto envolvimento de seu namorado com a Ação Libertadora Nacional (ALN). Ao fim da apresentação, quando Idibal deixou Tania na porta de sua casa, ambos foram presos. Idibal passou 67 dias na prisão, quando sua pena foi revertida em primeira instância pelas provas não terem sido reconhecidas. Porém, de acordo com as leis da época, o caso precisaria necessariamente ser revisto pelo Ministério Público Militar. Idibal fez sua própria defesa no Superior Tribunal Militar (STM) em 16 de setembro de 1975. Ao todo, Idibal foi preso seis vezes. A última foi em maio de 1973, a mando de Carlos Alberto Brilhante Ustra. De acordo com seu depoimento, ficou preso por cerca de 90 dias. Destes, passou cerca de 40 dias no DOI-CODI e foi transferido para o Dops e depois para o presídio do Hipódromo.
Entre 1993 e 1994, foi presidente da Comissão de Direitos Humanos da secional paulista. Entre 2013 e 2015, foi membro efetivo da Comissão da Verdade da OAB SP. Entre 2013 e 2014, foi membro consultor honoris causa da Comissão Especial de Direito às Artes da OAB SP.
Morreu de pneumonia e outras complicações em 23 de outubro de 2023 no Hospital Beneficiência Portuguesa, aos 92 anos de idade. Ele já sofira a meses de uma enfermidade que tomou seus movimentos. Sua morte foi lamentada pela Ordem dos Advogados do Brasil de São Paulo (OAB-SP) e pelo presidente Luiz Inácio Lula da Silva.

## Ausência da gravação de defesa
Fernando Fernandes, criador do portal Voz Humana, que reúne depoimentos de advogados que defenderam réus durante a Ditadura, afirmou ter descoberto a ausência da gravação da defesa de Idibal para a o STM. Por isso, ele acionou o Supremo Tribunal Federal (STF), em processo relatado pela ministra Cármen Lúcia.

## Premiações
- Melhor Autor Nacinal (Associação Paulista de Críticos de Arte)[1]
- Prêmio Dramaturgia (Funarte-MinC)[3]
- Prêmio Mambembe (Rangel/MinC)[3]
- Prêmio Flávio (Rangel/MinC)[3]
- Melhor Teatro Amador (festival de Nancy)[2]
- (Casa das Américas)[2]